# Napierski (ballada)
Napierski (później: Opryszki) – ballada liryczna autorstwa Lucjana Siemieńskiego, zamieszczona w Poezjach z 1844 (pierwotna wersja pochodzi z 1838).
Ballada poświęcona jest zbuntowanemu oficerowi - Aleksanderowi Kostce-Napierskiemu, który chciał rozciągnąć powstanie Bohdana Chmielnickiego na tereny polskie. Jest to pierwszy w literaturze utwór poświęcony tej postaci. Napierskiego sportretowano tutaj zgodnie z ludową legendą - jako góralskiego wodza, uratowanego przez nich z rąk oprawców pod szubienicą w Krakowie. 
W wydaniu z 1863 Siemieński wyeliminował nazwisko Napierskiego, a tytuł utworu zmienił na Opryszki. Dzieło nie jest parafrazą pierwowzorów ludowych z terenu Podhala. Stanowi udaną próbę samodzielnego wykorzystania przez autora karpackiego folkloru zbójnickiego.